# Ascogaster coelioxoides
Ascogaster coelioxoides är en stekelart som först beskrevs av Baker 1926.  Ascogaster coelioxoides ingår i släktet Ascogaster och familjen bracksteklar. Inga underarter finns listade.